# Kalncempji socken
Kalncempji socken (lettiska: Kalncempju pagasts) är ett administrativt område i Alūksne kommun, Lettland.